# Amphidium tortuosum
Amphidium tortuosum là một loài Rêu trong họ Orthotrichaceae. Loài này được (Hornsch.) Cufod. mô tả khoa học đầu tiên năm 1951.